# Юдоль, Маттьё
Маттьё Юдо́ль (фр. Matthieu Udol; родился 20 марта 1996 года в Меце, Франция) — французский футболист, защитник и капитан клуба «Мец».

## Клубная карьера
Юдоль — воспитанник клуба «Мец» из своего родного города. В 2015 году для получения игровой практики Маттьё на правах аренды выступал за бельгийский «Серен». После окончании аренды Юдоль вернулся в «Мец». 18 марта 2016 года в матче против «Парижа» он дебютировал в Лиге 2. По итогам сезона клуб вышел в элиту. 18 апреля 2017 года в матче против «Пари Сен-Жермен» он дебютировал в Лиге 1